# 1054年
| 千纪： | 2千纪 |
| 世纪： | 10世纪 \| 11世纪 \| 12世纪 |
| 年代： | 1020年代 \| 1030年代 \| 1040年代 \| 1050年代 \| 1060年代 \| 1070年代 \| 1080年代                                                       |
| 年份： | 1049年 \| 1050年 \| 1051年 \| 1052年 \| 1053年 \| 1054年 \| 1055年 \| 1056年 \| 1057年 \| 1058年 \| 1059年                             |
| 纪年： | 甲午年（马年）；契丹重熙二十三年；北宋皇祐六年，至和元年；西夏福聖承道二年；大理政安二年；越南崇興大寶六年，龍瑞太平元年；日本天喜二年 |

## 大事记
- 7月4日——中國、阿拉伯和日本天文學家分別觀測到金牛座的超新星（天關客星，SN 1054）爆發，當時白天也能看見，其遺骸成為現在的蟹狀星雲（M1）。
- 東西教會大分裂：基督教正式分裂成希臘正教與羅馬公教。
- 基輔羅斯大公智者雅罗斯拉夫逝世，次子伊賈斯拉夫一世·雅羅斯拉維奇繼位，大部由其統一的羅斯土地在其諸子間被迅速瓜分。

## 逝世
- 藏傳佛教阿底峽大師。
- 智者雅罗斯拉夫，基輔羅斯大公。